# Buridrillia
Buridrillia is een geslacht van weekdieren uit de klasse van de Gastropoda (slakken).

## Soort
- Buridrillia deroyorum Emerson & McLean, 1992